# Emergency Poems
Emergency Poems es considerado el noveno poemario del escritor chileno Nicanor Parra, además de su segunda antología personal después de Obra gruesa (1969). Fue publicado originalmente en 1972 por la editorial estadounidense New Directions, en una versión bilingüe, con traducción al inglés de Miller Williams.